# Tropidurus hygomi
Espèce
Tropidurus hygomi est une espèce de sauriens de la famille des Tropiduridae.

## Répartition
Cette espèce est endémique du Brésil. Elle se rencontre dans les États de Sergipe et de Bahia.

## Étymologie
Cette espèce est nommée en l'honneur du capitaine danois Wilhelm Johannes W. Hygom.

## Publication originale
- Reinhardt & Lütken, 1862 "1861" : Bidrag til Kundskab om Brasiliens Padder og Krybdyr. Förste Afdeling Paddern og Oglerne. Videnskabelige meddelelser fra den Naturhistoriske forening i Kjöbenhavn, vol. 1861, n. 10/15, p. 143-242 (texte intégral).